# (134124) Subirachs
(134124) Subirachs és un asteroide descobert el 2 de gener de 2005 per l'astrònom Josep Manteca a l'Observatori de Begues. La designació provisional que va rebre era 2005 AM. El descobridor va tenir a bé de dedicar-lo en honor de Josep Maria Subirachs i Sitjar, nascut a Barcelona el 1927, prolífic i valorat escultor i pintor, sobre qui va recaure la monumental responsabilitat del progrés de les obres del temple de la Sagrada Família de la seva ciutat.